# Estadio De Meer
El estadio de Meer (en neerlandés: Stadion De Meer) fue un antiguo estadio de fútbol de la ciudad neerlandesa de Ámsterdam. Se inauguró en 1934 y su capacidad era de 19.000 espectadores (aunque llegó a tener una capacidad máxima de 29.500, rebajada por motivos de seguridad). 

## Historia

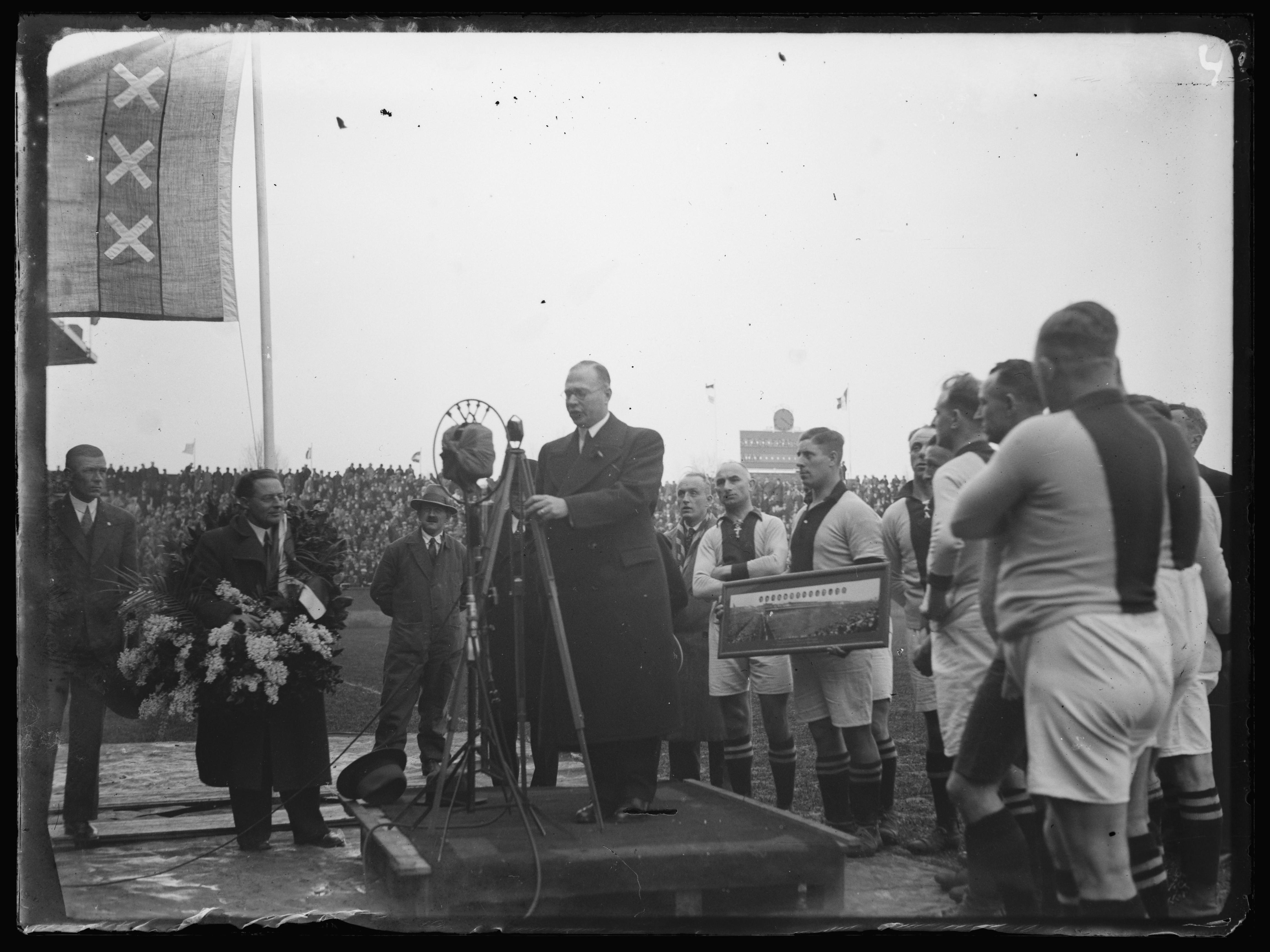
Inauguración del Stadion De Meer (1934)

Acogió básicamente los encuentros disputados por el Ajax de Ámsterdam.
Con el paso del tiempo el Ajax creció hasta convertirse en uno de los grandes equipos de Europa, lo que provocó que los partidos con mayor afluencia de público y los que debían disputarse al anochecer se celebraran en el Estadio Olímpico de Ámsterdam, debido a la baja capacidad del estadio De Meer y que no era apto para albergar focos de iluminación.
Fue demolido en 1998 para construir en su ubicación una urbanización de viviendas y reemplazado como estadio del Ajax por el Amsterdam Stadium Arena. La selección nacional de los Países Bajos disputó cinco encuentros en el estadio De Meer entre 1973 y 1992, saldándose todos con victoria.